# MassBank
MassBank ist eine Datenbank von Massenspektren zur Identifikation chemischer Substanzen. Es handelt sich um ein verteiltes System der japanischen Gesellschaft für Massenspektrometrie bei dem Forschungsgruppen ihre experimentell ermittelten Daten zur Verfügung stellen. Zur Suche wird die Kosinus-Ähnlichkeit berechnet in der Intensität des Peaks und das Masse-zu-Ladung-Verhältnis optimiert auf ESI-MS2 einbezogen werden. Es existiert eine europäische MassBank, zu der 80 Referenzlabore, Forschungszentren und andere Organisationen Daten beisteuern. Es wird das gleiche Dateiformat wie im japanischen Vorbild verwendet. Auch nicht identifizierte Spektren etwa aus Umweltproben können hochgeladen werden, mit dem Ziel die unbekannte Substanz retrospektiv den digital archivierten Proben zuzuordnen.